# Levantamento de peso nos Jogos Pan-Americanos de 1979
As competições de levantamento de peso nos Jogos Pan-Americanos de 1979 foram realizadas em San Juan, Porto Rico. Esta foi a oitava edição do esporte nos Jogos Pan-Americanos, tendo sido disputado apenas entre os homens.

## Masculino
| Evento  | Ouro                           | Prata                   | Bronze                      |
| ------- | ------------------------------ | ----------------------- | --------------------------- |
| 52 kg   | Francisco Casamayor Fals (CUB) | José Díaz López (PAN)   | Samuel Alexis Vázquez (VEN) |
| 56 kg   | Daniel Núñez (CUB)             | Lázaro de la Cruz (DOM) | Francisco Benítez (MEX)     |
| 60 kg   | Víctor Pérez (CUB)             | Phillip Sanderson (USA) | Ángel García (DOM)          |
| 67,5 kg | Mario Ricardo Villalobos (CUB) | David Jones (USA)       | Garry Bratty (CAN)          |
| 75 kg   | Roberto Urrutia (CUB)          | Eric Rogers (CAN)       | Rogelio Weatherbee (MEX)    |
| 82,5 kg | Julio Echenique González (CUB) | Thomas Hirtz (USA)      | Ricardo Sequera (VEN)       |
| 90 kg   | Daniel Zayas Díaz (CUB)        | Terry Hadlow (CAN)      | Nelson Carvalho (BRA)       |
| 100 kg  | Alberto Blanco Fernández (CUB) | Guy Carlton (USA)       | Jacques Oliger (CHI)        |
| 110 kg  | Mark Cameron (USA)             | Javier González (CUB)   | Charles Nootens (USA)       |
| +110 kg | Thomas Stock (USA)             | Marc Cardinal (CAN)     | Jorge Gadala María (ESA)    |

## Quadro de medalhas
| Pos.                | País                 | Ouro | Prata | Bronze | Total |
| ------------------- | -------------------- | ---- | ----- | ------ | ----- |
| 1                   | Cuba                 | 8    | 1     | 0      | 9     |
| 2                   | Estados Unidos       | 2    | 4     | 1      | 7     |
| 3                   | Canadá               | 0    | 3     | 1      | 4     |
| 4                   | República Dominicana | 0    | 1     | 1      | 2     |
| 5                   | Panamá               | 0    | 1     | 0      | 1     |
| 6                   | México               | 0    | 0     | 2      | 2     |
| 6                   | Venezuela            | 0    | 0     | 2      | 2     |
| 8                   | Brasil               | 0    | 0     | 1      | 1     |
| 8                   | Chile                | 0    | 0     | 1      | 1     |
| 8                   | El Salvador          | 0    | 0     | 1      | 1     |
| Total (10 entradas) | Total (10 entradas)  | 10   | 10    | 10     | 30    |